# Solveig Gaarde Schmidt
Solveig Gaarde Schmidt (født 23. november 1989) er en dansk kajaksejler bosiddende i København. Hendes bedste placering er en førsteplads ved U-18 DM i 200 m ergometerkajak den 12. januar 2008.